# 阿尔瓦拉特德尔索雷利斯
阿尔瓦拉特德尔索雷利斯，是西班牙瓦伦西亚自治区巴伦西亚省的一个市镇。总面积5平方公里，总人口3499人（2001年），人口密度700人/平方公里。